# Патагонски зурлест скункс
Патагонски зурлест скункс (Conepatus humboldtii), също хумболтов скункс, е дребен хищен бозайник от семейство Скунксови, разпространен в Патагония и е най-южният представител на семейството. Видът е разпространен в равнинни тревисти и обрасли с храсталаци райони на южните части на Чили и Аржентина.

## Описание
Скунксовете са с дължина на тялото 30 - 34 cm, на опашката 17 - 21 cm. Тежат около 1,1 - 4 kg. Космената покривка е кафеникаво-червена с две успоредни симетрични ивици от главата до опашката.

## Хранене
Патагонските зурлести скенксове са всеядни с предпочитания към животинската част от менюто. Консумират дребни безгръбначни, най-вече насекоми, по-рядко гризачи. Откриват и консумират семена, плодове, корени и други части от растения.

## Размножаване
Не е известно дали видът проявява сезонна цикличност при размножаването. Бременността продължава около 9 седмици. Раждат от 3 до 7 малки. Женските притежават по три чифта сукални зърна.